# Hormathia castanea
Hormathia castanea is een zeeanemonensoort uit de familie Hormathiidae.
Hormathia castanea is voor het eerst wetenschappelijk beschreven door McMurrich in 1904.